# Verona (Dakota del Nord)
Verona és una població dels Estats Units a l'estat de Dakota del Nord. Segons el cens del 2000 tenia 108 habitants.

## Demografia
Segons el cens del 2000, Verona tenia 108 habitants, 44 habitatges, i 30 famílies. La densitat de població era de 160,4 hab./km².
Dels 44 habitatges en un 34,1% hi vivien nens de menys de 18 anys, en un 54,5% hi vivien parelles casades, en un 6,8% dones solteres, i en un 31,8% no eren unitats familiars. En el 25% dels habitatges hi vivien persones soles el 13,6% de les quals corresponia a persones de 65 anys o més que vivien soles. El nombre mitjà de persones vivint en cada habitatge era de 2,45 i el nombre mitjà de persones que vivien en cada família era de 2,97.
Per edats la població es repartia de la següent manera: un 25,9% tenia menys de 18 anys, un 2,8% entre 18 i 24, un 38% entre 25 i 44, un 20,4% de 45 a 60 i un 13% 65 anys o més.
L'edat mediana era de 37 anys. Per cada 100 dones de 18 o més anys hi havia 95,1 homes.
La renda mediana per habitatge era de 36.875 $ i la renda mediana per família de 39.375 $. Els homes tenien una renda mediana de 31.250 $ mentre que les dones 22.250 $. La renda per capita de la població era de 14.327 $. Entorn del 10,8% de les famílies i l'11,2% de la població estaven per davall del llindar de pobresa.

## Poblacions més properes
El següent diagrama mostra les poblacions més properes.